# Evropós
Evropós är en ort i Grekland.   Den ligger i prefekturen Nomós Kilkís och regionen Mellersta Makedonien, i den norra delen av landet, 300 km norr om huvudstaden Aten. Evropós ligger 84 meter över havet och antalet invånare är 2 314.
Terrängen runt Evropós är lite kuperad, och sluttar österut.Runt Evropós är det ganska tätbefolkat, med 72 invånare per kvadratkilometer. Närmaste större samhälle är Giannitsá, 16,9 km sydväst om Evropós. Trakten runt Evropós består till största delen av jordbruksmark.